# جونیور موریاس
جونیور موریاس (انگلیسی: Junior Morias؛ زادهٔ ۴ ژوئیهٔ ۱۹۹۵) بازیکن فوتبال اهل بریتانیا است.
از باشگاه‌هایی که در آن بازی کرده‌است می‌توان به باشگاه فوتبال وایکام واندررز، باشگاه فوتبال فولام، باشگاه فوتبال هندون، باشگاه فوتبال وایت‌هاوک، و باشگاه فوتبال بورم‌وود اشاره کرد.